# 杉原丈夫
杉原 丈夫（すぎはら たけお、1914年5月25日 - 1999年11月6日）は、日本の哲学者、民話研究家。

## 略歴
福井県福井市出身。1940年京都帝国大学文学部哲学科卒、同大学院修了、1965年「様相論理学研究」で京都大学文学博士。1949年福井大学助教授、1957年教授、1976年定年退官、名誉教授、岡山大学教授となり、1980年福井県立博物館長に就任。1970年福井県文化賞、1983年郷土史研究賞「忠直配流―その説話と史実」で受賞、1987年勲二等瑞宝章受勲。

## 著書
- 『近代論理学』山喜房出版部 1960
- 『様相論理学研究』山喜房出版部 1964
- 『越前の民話』福井県郷土誌懇談会, 1966
- 『数学的論理学』(数学選書) 槙書店 1967
- 『時間の論理』(双書現代の論理) 早稲田大学出版部 1974
- 『非古典論理学』(数学選書) 槙書店 1975
- 『若越民話の世界』(福井県郷土新書) 福井県郷土誌懇談会 1976

### 共編
- 『山川登美子遺稿』編 北荘文庫 1962
- 『若狭・越前の民話』第1-2集 (日本の民話）石崎直義共編 未来社 1968-78
- 『越前若狭の伝説』編 松見文庫 1970　安田書店 1976
- 『越前若狭地誌叢書』松原信之共著 松見文庫 1971-73
- 有馬誉純編纂『古今類聚越前国誌』校訂 歴史図書社 1973
- 『中部の民間療法』共著 明玄書房 1976

## 論文
- <杉原丈夫